# Fokker F70
Pour les articles homonymes, voir F70.
Dimensions
Le Fokker F70 est un avion de transport régional à réaction de 70 places environ, doté de deux moteurs à réaction situés à l’arrière de l’appareil.
Il dérive de la version comportant une centaine de places, dénommée Fokker F100. La principale différence avec ce dernier provient du retrait d'un segment de fuselage de 4,62 m de long.

## Historique
L’entreprise aéronautique néerlandaise Fokker entreprit en novembre 1992 le développement d’un avion de ligne plus économique et plus moderne, en remplacement du vieillissant Fokker F28, et en supplément du Fokker 100, lancé en 1986.
Le premier vol du prototype du Fokker F70 eut lieu le 4 avril 1993, et le premier avion de série vola pour la première fois en juillet 1994. Il obtint sa certification le 14 octobre 1994, son premier vol commercial suivit quelques jours plus tard, sous les couleurs de la Ford Motor Company dans une configuration de type jet privé.
La plupart des Fokker F70 furent livrés et destinés à l’Europe, deux avions furent cependant livrés à America West Express en 1995, dans le cadre d’une optique d’introduction de l’appareil aux États-Unis.
Cependant, des Fokker F100 avaient été livrés plus tôt aux États-Unis à American Airlines et US Airways.
Mais American West Express, après la faillite de Fokker en 1996, jugeant les coûts d’entretien de l’appareil trop élevés, renvoya les deux exemplaires en Europe en 1997, mettant fin à sa carrière outre-Atlantique.

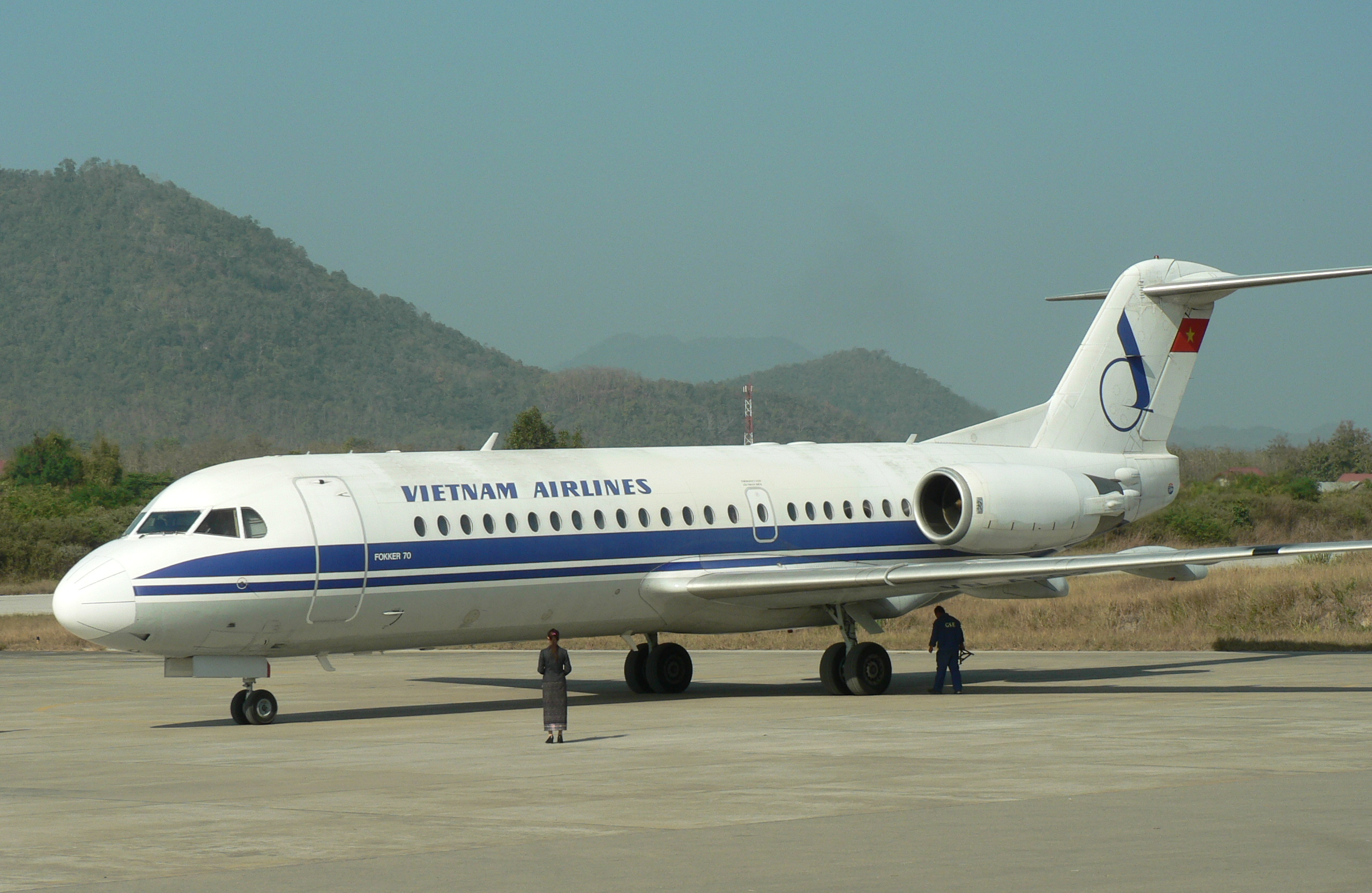
Un Fokker F70 de Vietnam Airlines à l’aéroport de Luang Prabang au Laos

Le dernier Fokker F70 fut livré en avril 1997, date à laquelle la chaîne de production fut fermée, à la suite de la faillite de l’entreprise l’année précédente.
En sus du prototype, 47 exemplaires de l’appareil furent ainsi produits durant cette courte période.
Bien que la production officielle du Fokker F70 soit actuellement arrêtée, l’entreprise Netherlands Aircraft Company (en) (anciennement Rekkof : Fokker à l’envers) a, depuis 1999, essayé de négocier la réouverture des lignes de production des Fokker F70 et 100, actuellement sans succès.

## Bilan
En novembre 2011, 47 exemplaires demeuraient encore en service de par le monde, exploités par les compagnies ou organismes suivantes :
- KLM Cityhopper (26) ;
- Tyrolean Airways (9) ;
- Carpatair (3) ;
- Air Niugini (3) ;
- Air Panama (2) ;
- Alliance Airlines (2) ;
- Vietnam Airlines (2) ;
- AirQuarius Aviation (1) ;
- Gouvernement néerlandais (1) ;
- République du Kenya (1) ;
- Austrian Airlines.

Depuis la mi 2014, Insel Air Aruba, filiale de Insel Air, exploite également 3 exemplaires du F70 (P4-FKA, P4-FKB et P4-FKC, tous trois issus de la flotte KLM Cityhopper).

## Accidents
Le 5 janvier 2004 : un Fokker F70 d'Austrian Airlines subit une baisse de puissance importante sur les deux réacteurs, et son équipage décide d'atterrir d'urgence à Munich, en Allemagne,. Faute d'élan suffisant, l'appareil ne parvient pas à rejoindre la piste et finit son vol par une glissade dans un champ, sans faire de victimes.